# 平氏镇
平氏镇，是中华人民共和国河南省南阳市桐柏县下辖的一个乡镇级行政单位。

## 历史沿革
西汉初设平氏县，新莽时一度改为平善县，后复为平氏县。宋开宝五年（972年）废平氏县为镇。

## 行政区划
平氏镇下辖以下地区：
雷庄村、杨庄村、新庄村、和庄村、曹庄村、小河塘村、大堰张村、康庄村、计庄村、北西村、北东村和平南村。